# Одеський листок
«Одеський листок» (рос. «Одесский листок») — популярна газета ліберального напряму, що виходила російською мовою в Одесі від 30 листопада 1880 до лютого 1920 року. Заснована одеським видавцем, надалі меценатом, Василем Навроцьким.
В кінці 1890-х років тираж газети становив від 10 тисяч примірників, що робило «Одеський листок» найбільшою російською провінційною газетою, після революції 1905—1907 років тираж сягав від 12 до 40 тисяч примірників на день.

## Загальна інформація
З 1872 по 1880 рік газета виходила як «Одеський листок оголошень» (редактори-видавці А. Серебрянніков і В. В. Навроцький).
Засновник газети Василь Васильович Навроцький починав складачем у друкарні. Зібравши необхідну суму грошей він розпочав видання власної газети «Одеський листок оголошень» розміром в один лист. У 1880 році газета збільшила обсяг і змінила свою назву.
До 1917 року виходила щодня у виданні Василя Навроцького, з 1917 — у виданні С. М. Навроцької та редактора М. Д. Горяїнової.